# Liste der Weltranglistensieger im Einer-Kunstradfahren
In der Liste der Weltranglistensieger im Einer-Kunstradfahren werden die Gewinner der Jahres-Weltrangliste genannt. Diese Rangliste wird von der UCI geführt. In der Weltrangliste werden Punkte für internationale und teilweise auch nationale Turniere vergeben und diese zusammengezählt. Am Anfang jedes Jahres startet jeder Fahrer wieder bei null Punkten.

## Männer
| Jahr | Team            |
| ---- | --------------- |
| 2005 | David Schnabel  |
| 2006 | Florian Blab    |
| 2007 | Michael Brugger |
| 2008 | Patrick Klein   |
| 2009 | Florian Blab    |
| 2010 | Florian Blab    |
| 2011 | Florian Blab    |

## Frauen
| Jahr | Team               |
| ---- | ------------------ |
| 2002 | Martina Stepankova |
| 2003 | Corinna Hein       |
| 2004 | Corinna Hein       |
| 2005 | Corinna Hein       |
| 2006 | Sarah Kohl         |
| 2007 | Corinna Hein       |
| 2008 | Corinna Hein       |
| 2009 | Corinna Hein       |
| 2010 | Corinna Hein       |
| 2011 | Corinna Hein       |